# Copepoda
Los copépodos (Copepoda, del griego «cope», remo, y «poda», pata) son una clase de crustáceos de pequeño tamaño, muy extendidos por todo el planeta, principalmente formando parte del zooplancton, aunque también es posible encontrar especies semiterrestres. Existen especies adaptadas a casi todo tipo de ambientes acuáticos (dulce, salobre, salada, aguas antárticas, etc.). Además de haber podido colonizar una innumerable cantidad de nichos en todo el mundo, son considerados los artrópodos más abundantes.
Se conocen unas 12 000 especies, la mayoría de ellas son de vida libre, pero algunos géneros se han adaptado a estilos de vida comensal e incluso al parasitismo, utilizando un enorme rango de hospedadores para el desarrollo de su ciclo vital, a veces complejo. Concretamente, estos mesoparásitos (ya que suelen estar insertos parcialmente en los tejidos del huésped) desarrollan ciclos de vida con hospedadores secundarios y terciarios afectando a cetáceos, peces y moluscos principalmente. Este aspecto los convierten en importantes partícipes de las complejas redes tróficas que se forman entre los huéspedes, siendo relativamente fácil la transmisión y dispersión del parásito. Los copépodos per se son considerados a veces un problema para la acuicultura, ya que la alta densidad de hospedadores facilita una elevada concentración de copépodos.
Hay interacciones muy curiosas, un ejemplo es el cestodo Triaenophorus crassus, que es capaz de provocar cambios de comportamiento en su hospedador intermediario del género que lo llevan a ocupar nichos que no suelen frecuentar y con ello se facilita su ingestión por especies concretas de peces. Actualmente, se ha propuesto el uso de algunas especies de copépodos para el control biológico.

## Características

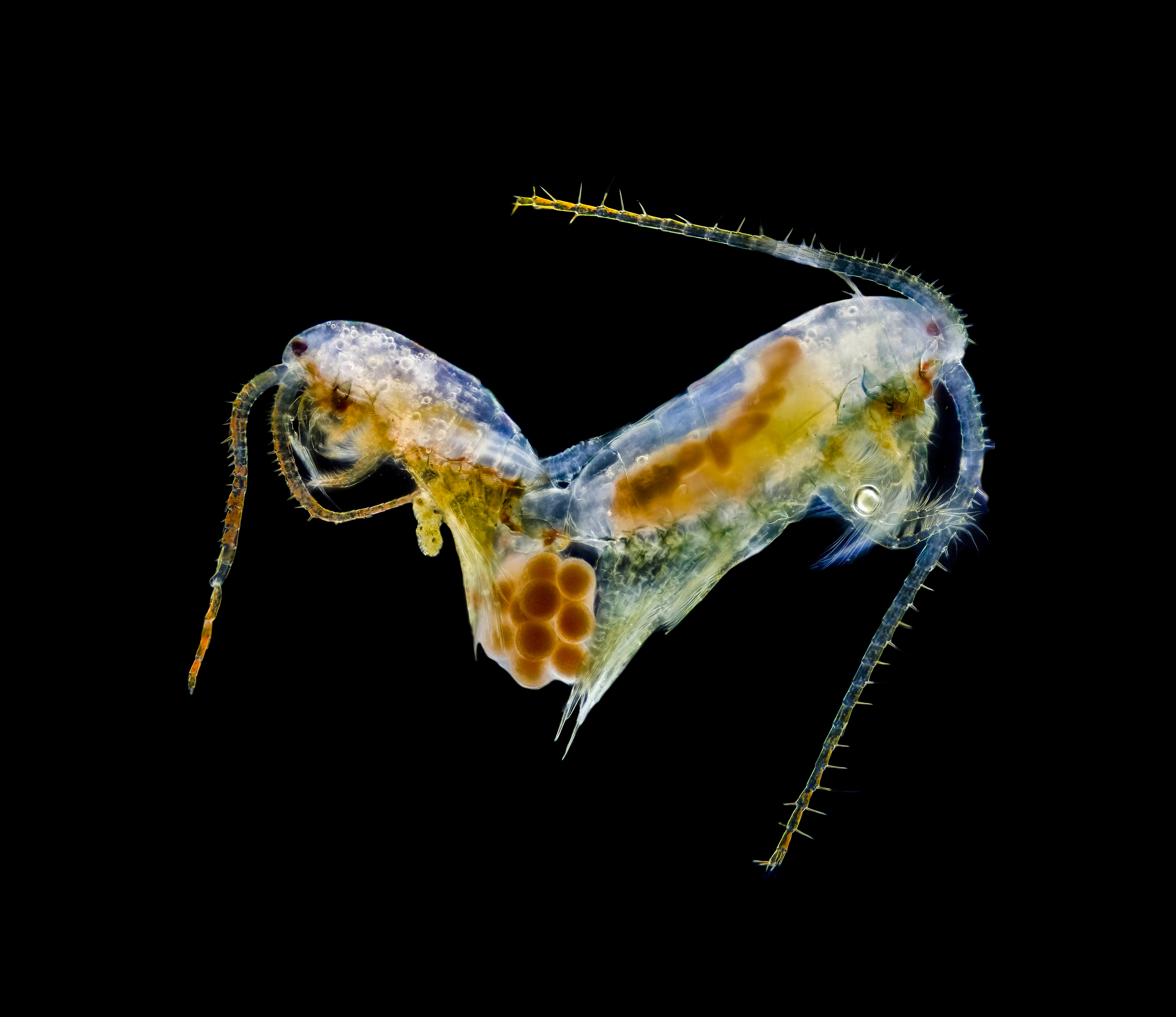
Apareamiento de copépodos.

La gran mayoría nada libremente; sin embargo, algunas especies se han convertido en parásitas. Muchas de estas últimas conservan un aspecto similar al de las formas libres, al tiempo que otras han llegado al extremo de perder sus características de crustáceo e incluso de artrópodo, notándose mayormente esta situación en el caso de las hembras. Para poder clasificar estas últimas especies dentro de los copépodos, se parte del estudio de machos jóvenes, los cuales no están muy modificados.
Los copépodos carecen de caparazón, y su desarrollo se inicia a partir de una larva nauplio. Dos géneros copépodos de agua dulce muy estudiados son Cyclops y Diaptomus, ambos ofrecen un cuadro general del grupo bastante amplio. En el caso de las especies del género Cyclops, su aspecto es el de un crustáceo decápodo, con una porción anterior con forma de pera que incluye la región cefálica y los dos primeros segmentos del tórax. A continuación se encuentran tres segmentos del tórax, móviles, y por último el abdomen, sin apéndices y que termina en una cola ahorquillada con filamentos plumosos. Tienen un solo ojo, que evolucionó de dos ojos que se fusionaron, y las antenas principales, muy articuladas son mucho mayores que las secundarias. Poseen 4 pares de apéndices torácicos que les sirven para nadar y vestigios de un quinto par que en otras especies de copépodos son más notorios. Adicionalmente a las mandíbulas y maxilas, el primer par de apéndices torácicos ha evolucionado hasta convertirse en maxilas secundarias.
La gran mayoría de los copépodos son de cuerpo transparente, aun cuando los hay con cierta coloración como los Anomalocera. Como hecho curioso, se puede notar que algunas especies que son traslúcidas, llegan a colorear abundantemente el agua debido a la difracción de la luz al pasar por sus cuerpos. Asimismo algunas especies marinas son luminosas por sí mismas por poseer en sus cuerpos alguna sustancia fosforescente.

## Biología y ecología

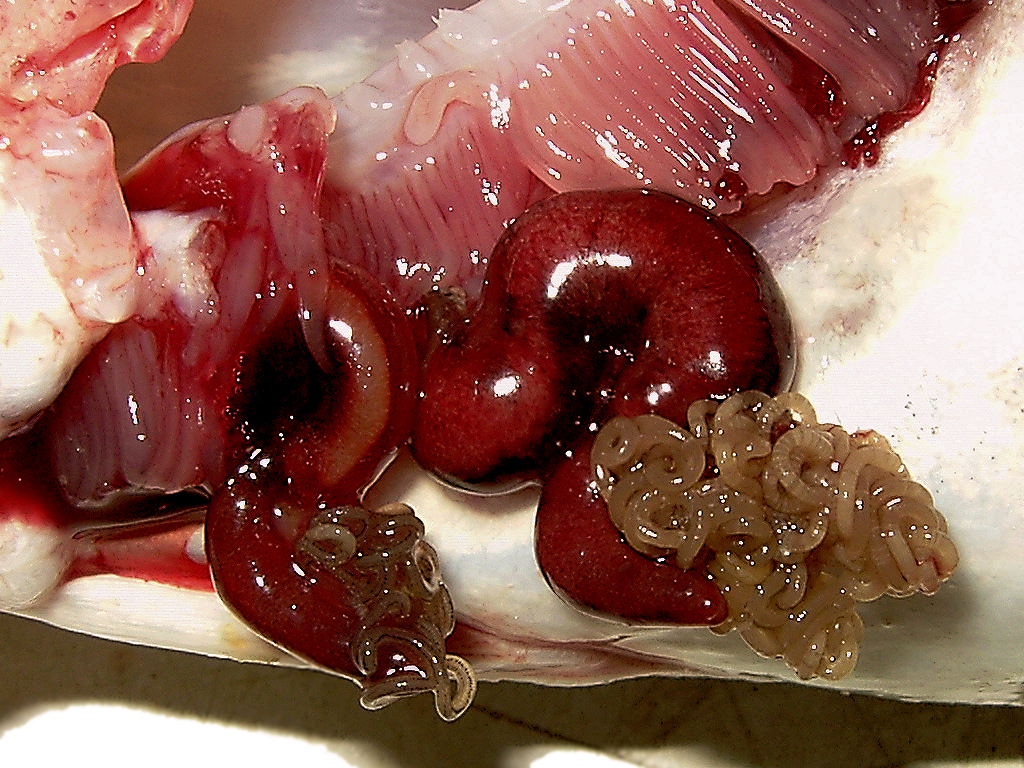
Lernaeocera branchialis, copépodo parásito de un Merlangius merlangus.

Los copépodos son tan abundantes en el agua de mar que cualquier muestra de plancton tiene siempre ejemplares de este grupo. Están distribuidos a lo largo de todas las latitudes, incluyendo las antárticas. Muchas de las especies cuentan con apéndices plumosos que en muchos casos pueden llegar a superar el tamaño del animal hasta por 4 o 6 veces. En agua dulce también están ampliamente distribuidos, en forma tan amplia como los cladóceros.
Dentro de los copépodos hay una gran cantidad de especies parásitas, más que en ningún otro grupo de crustáceos. Son muy conocidos los llamados piojos de los peces de la familia de los calígidos, que se caracterizan por el cuerpo ancho y deprimido que les facilita adherirse a su huésped fácilmente. Una particularidad de los calígidos es que en sus primeras etapas de desarrollo nadan libremente, y solo inician su etapa parasitaria cuando son adultos jóvenes. Permanecen parásitos sin facultades natatorias durante un período de tiempo determinado por etapas de crecimiento y apareamiento y por último retornan a la vida libre, recuperando sus capacidades natatorias.
Otro parásito de costumbres curiosas es el Lernacea, cuyas larvas que nacen en forma de nauplio e inician su vida parásita sobre un pez de la familia de los pleuronéctidos, como el lenguado; sus apéndices se reducen hasta quedar convertidos en meros muñones. Cuando llega la época de apareamiento, el animal se desprende del huésped. Después de aparearse los machos mueren, y las hembras buscan un nuevo huésped, generalmente un bacalao o una merluza, se fijan en las branquias e inician un proceso de degeneración tal, que llegan a perder totalmente los apéndices hasta quedar convertidas en sacos sin ninguna apariencia de crustáceos.

## Importancia sanitaria de copépodos
Copépodos como transmisores de enfermedades.
Debido a su gran número, diversidad y diferentes implicaciones en procesos ecológicos son organismos que directa o indirectamente se cruzan con el ser humano. De hecho algunas especies (mayoritariamente de agua dulce) representan vías de transmisión directas o indirectas de parásitos oportunistas que pueden infectar a humanos y a otros vertebrados, convirtiéndose en vectores de algunos de estos parásitos (nematodes y plathihelmintos sobre todo). Las principales vías de ingesta de copépodos en el hombre son la ingesta de agua (su impresionante número hace muy rara la ausencia de copépodos en muestras de ríos y otras fuentes de agua dulce naturales), o la de otros organismos que ya los hayan consumido (pescado y otros huéspedes que transmiten el parásito al comerse crudos o poco cocinados, etc.). Estas vías permiten el acceso de platelmintos y nematodes al ser humano y le puede provocar a este serios problemas e incluso la muerte. Por ello, la profilaxis es de vital importancia para acabar con los casos puntuales de parasitosis, y para comenzar a elaborar proyectos encaminados a sistemas de filtración y depuración de agua, así como promover el consumo adecuado de los animales que podrían transmitir el parásito al ser humano o a sus animales de compañía.
Parásitos del ser humano que emplean copépodos como hospedadores intermediarios.
Plathihelmintos
- Diphyllobothrium latum (cestodo): este parásito es el agente etiológico de la difilobotriosis. Esta tenía utiliza dos hospedadores intermediarios antes de llegar al hombre: un copépodo del género Cyclops o  Diaptomus , que ingiere el huevo formándose en él la larva procercoide. Un pez se come el copépodo y el parásito se asienta en sus vísceras y musculatura convirtiéndose en un plerocercoide o espargao. Si no se cocina bien el pescado, el pleroceroide entra en el ser humano donde se desarrolla la tenía adulta. Los adultos suelen fijarse con sus botrios (estructuras de anclaje) al intestino delgado provocando un cuadro clínico con dolores abdominales, diarreas, vómitos… que no son muy graves. Una complicación es la anemia por botriocéfalos que se da en algunos pacientes, similar a la anemia perniciosa genuina con déficit en Vitamina B12.

- Spirometra mansonoides: provoca la esparganosis.

Nematodos
- Dracunculus medinensis: este organismo es responsable de la dracunculiasis o enfermedad del gusano de Guinea. Es endémica hoy día en unos pocos países de África.  Las filarias hembras invaden diversas localizaciones en el ser humano tras la ingesta y luego migran al tejido subcutáneo, sobre todo de las partes inferiores del cuerpo como los pies y muslos para abrirse paso a través de la piel y emitir al exterior las larvas.  A veces el lugar de salida puede ser el pecho, el escroto, el ombligo y otros, aunque son menos frecuentes. En los países endémicos, la ingesta de agua contaminada por copépodos es la vía de infección. Entre los principales géneros de copépodos vectores encontramos el género Mesocyclops y el Thermocyclops.  La lucha química contra los copépodos ha sido una de las estrategias empleadas en la lucha contra la dracunculiasis.[3] [4]

- Gnathostoma spinigerum : agente etiológico de la gnatostomiasis, enfermedad prevalente en Asia. Los huevos de G. spinigerum  eclosionan en el agua dulce y pasan por varias fases larvarias hasta ser depredados por copépodos donde se desarrollan hasta una fase L3 temprana. Es entonces cuando los copépodos son ingeridos por reptiles, anfibios y peces y las larvas completan su desarrollo a L4. Jabalíes, cerdos, perros domésticos y gatos son los hospedadores definitivos, pero puede transmitirse al hombre. Se ha observado la posibilidad de que especies del género Mesocyclops,, muy abundantes en todo el globo, mantengan las poblaciones de parásitos como reservorios principales y por tanto promuevan la infección en las zonas endémicas.[5]

Bacterias
- Vibrio cholerae : la toxina colérica es una exotoxina binaria multimérica que producen los vibriones tras adherirse a los enterocitos. Una porción de la toxina entra en la célula y produce la salida masiva de agua e iones de la célula, provocando hipovolemia (disminución del volumen vascular), hipotensión y fallo renal. La rápida deshidratación aumenta la mortalidad de la enfermedad. El consumo de agua contaminada con heces infectadas es la principal causa de adquisición del microorganismo (también el consumo de mariscos, crustáceos, y otros organismos asociados). Esta bacteria es capaz de sobrevivir en los ambientes acuáticos gracias a la secreción de polisacáridos extracelulares y la formación de biopelículas. Estas facultades permiten a la bacteria unirse a cianobacterias, al zooplancton (en el que se incluyen los copépodos),  y protegerse de los factores ambientales adversos a la espera de un hospedador. Los copépodos han estado muy involucrados en la transmisión del cólera, siendo frecuentes las infecciones por V. cholerae por ingesta de copépodos con vibriones adheridos a ellos. La división celular también se produce sobre el crustáceo. En Bangladés, el uso de medidas profilácticas como la simple filtración del agua previa a su consumo ha permitido reducir a la mitad los casos. El uso de esta medida está en aumento, reduciendo significativamente las infecciones.[6]

Actualmente, el estudio de las dinámicas poblacionales del fitoplancton y zooplancton vía satélite (detectando cambios en la cantidad de clorofila en el agua) en zonas costeras como el golfo de Bengala permite prevenir posibles nuevas epidemias, ya que las bacterias se asocian a estos organismos.

## Clasificación
Según Martin & Davis (2001), los copépodos incluyen los siguientes grupos: 
Subclase Progymnoplea Lang, 1948
Orden Platycopioida Fosshagen, 1985
Familia Platycopiidae Sars, 1911
Subclase Neocopepoda Huys & Boxshall, 1991
Superorden Gymnoplea Giesbrecht, 1882
Orden Calanoida Sars, 1903

Superorden Podoplea Giesbrecht, 1882
Orden Misophrioida Gurney, 1933

Orden Cyclopoida Burmeister, 1834

Orden Gelyelloida Huys, 1988

Orden Mormonilloida Boxshall, 1979

Orden Harpacticoida Sars, 1903

Orden Poecilostomatoida Thorell, 1859

Orden Siphonostomatoida Thorell, 1859

Orden Monstrilloida Sars, 1901